# 9667 Amastrinc
A 9667 Amastrinc (ideiglenes jelöléssel 1997 HC16) a Naprendszer kisbolygóövében található aszteroida. A Spacewatch program keretében fedezték fel 1997. április 29-én.